# Anton Anton

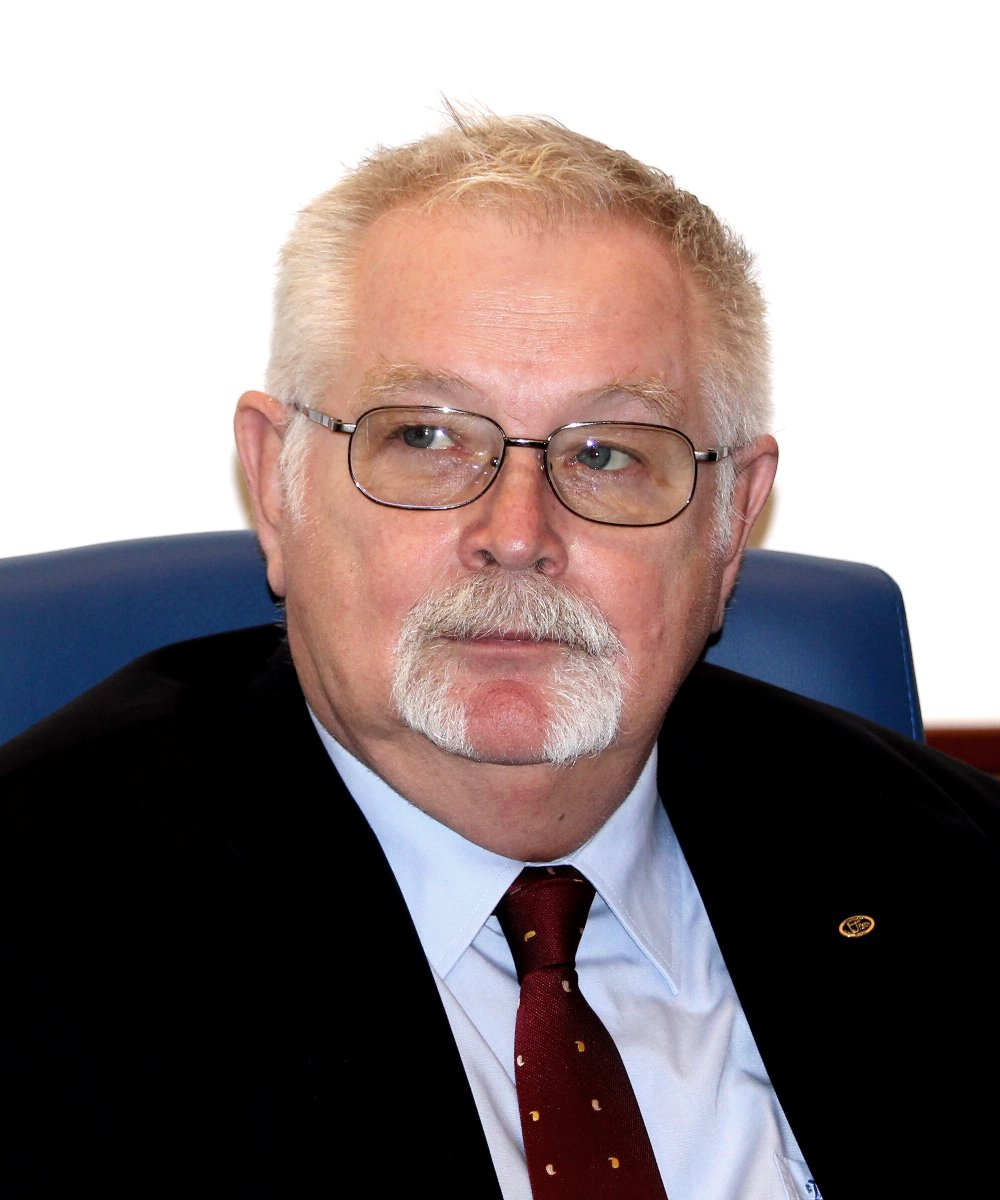
Anton Anton

Anton Anton (* 22. Dezember 1949 in Timișoara) ist ein rumänischer Politiker und Ingenieur. In der Zeit vom 25. Januar 2018 bis zum 10. Oktober 2019 war er Energieminister im Kabinett Dăncilă.

## Leben
Nach der Schule besuchte Anton die Polytechnische Universität Timișoara und erwarb 1972 den Grad eines Ingenieurs. Es folgte ein zweijähriges Aufbaustudium in Informatik und Mathematik an der Universität Bukarest. Nach einem Stipendiat an der Johns Hopkins University in Baltimore im Jahr 1977 ging er zum Bukarester Bauinstitut. 1986 promovierte er am Institut für Bauingenieurwesen (heute Technische Universität für Bauwesen) in Bukarest. 1995 trat er der Partidul Național Liberal bei. Im selben Jahr wurde er an der Technischen Universität auch Professor und war bis zum Jahr 2003 auch Leiter des Hydrauliklabors. 
Der Autor und Inhaber von mehreren Patenten war Mitglied in verschiedenen Verbänden. Von 2005 bis 2006 war er Staatssekretär im Bildungsministerium und anschließend bis Oktober 2008 Präsident der nationalen Behörde für wissenschaftliche Forschung. Im Kabinett Tăriceanu II war Anton bis zum 22. Dezember 2008 Minister für Bildung, Forschung und Jugend.  Anton wechselte später zur Alianța Liberalilor și Democraților. Bei den Parlamentswahlen 2016 kam er für die ALDE-Fraktion in die Abgeordnetenkammer.